# Cerro El Jardín
Der Cerro El Jardín (spanisch für Gartenhügel) ist ein Hügel auf der Livingston-Insel im Archipel der Südlichen Shetlandinseln. Auf der Westseite des Kap Shirreff, dem nördlichen Ende der Johannes-Paul-II.-Halbinsel, ragt er westlich des Cerro El Toqui am Playa Yamana auf.
Wissenschaftler der 45. Chilenischen Antarktisexpedition (1990–1991) benannten ihn nach den zahlreichen Flechtenarten, die sie hier wie in einem Garten vorgefunden hatten.